# Dohem
Dohem é uma comuna francesa na região administrativa de Altos da França, no departamento de Pas-de-Calais. Estende-se por uma área de 9,16 km². Em 2010 a comuna tinha 842 habitantes (densidade: 91,9 hab./km²).